# Oetinghausen
Oetinghausen is een plaats in de Duitse gemeente Hiddenhausen, deelstaat Noordrijn-Westfalen, en telt 4.073 inwoners (28 februari 2021). Tot Oetinghausen behoren ook de gehuchten Oetinghauser Heide en Arode .
Aan de oostkant van Oetinghausen ligt een 139 ha groot natuurreservaat (wetland en soortenrijk grasland) met de naam Füllenbruch.
De evangelisch-lutherse dorpskerk dateert van 1938. In 1942 bevalen de nazi's, dat de bronzen kerkklokken moesten worden ingeleverd om te worden omgesmolten. Het metaal was nodig als grondstof in de wapenindustrie. De drie klokken pasten echter niet door de galmgaten in de toren. Daarop werden krijgsgevangenen uit België naar Oetinghausen gestuurd, die in de kerktoren dagenlang zwaar moesten werken om met alleen handgereedschap de klokken in stukjes te hakken en daarna af te voeren. In 1953 kreeg de kerk nieuwe, stalen, klokken.

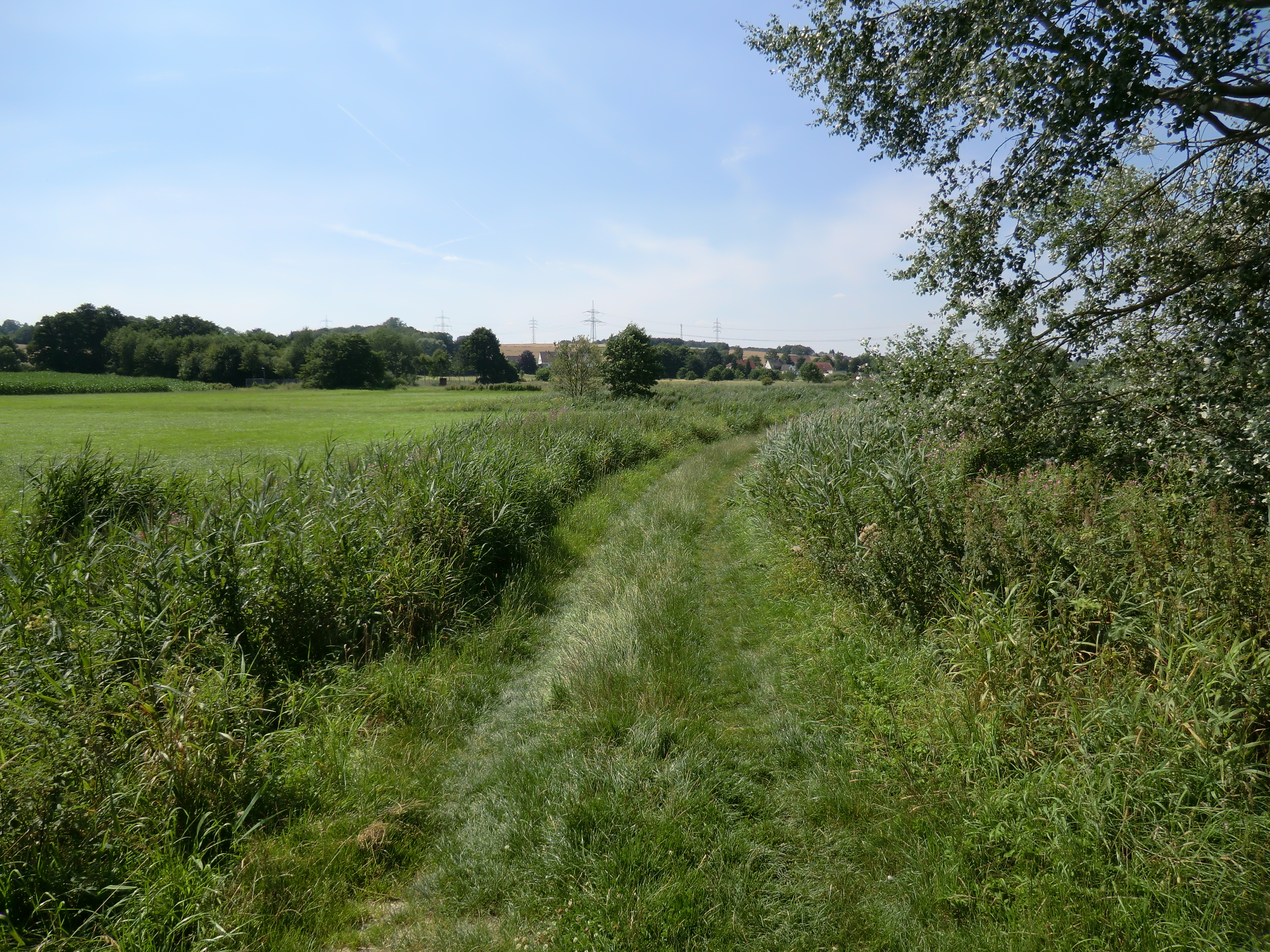
In het natuurreservaat Füllenbruch
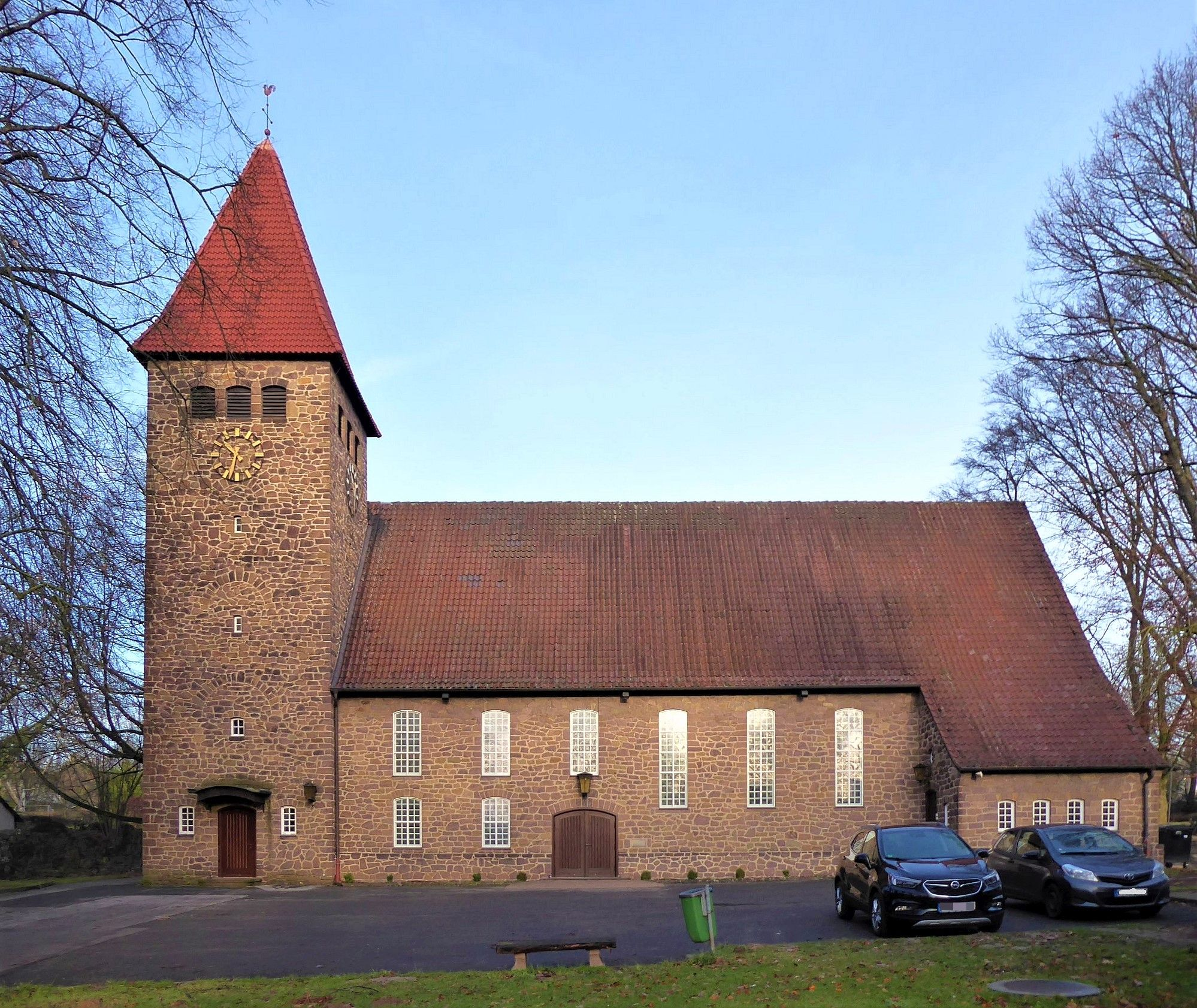
Evang.-lutherse kerk, Oetinghausen

Voor meer gegevens, zie Hiddenhausen.